# Xerophyta schnizleinia
Xerophyta schnizleinia är en enhjärtbladig växtart som först beskrevs av Ferdinand von Hochstetter, och fick sitt nu gällande namn av John Gilbert Baker. Xerophyta schnizleinia ingår i släktet Xerophyta och familjen Velloziaceae.

## Underarter
Arten delas in i följande underarter:
- X. s. schnizleinia
- X. s. somalensis